# Gustavsbergsbacken
Gustavsbergsbacken är en alpin skidanläggning i stadsdelen Östberget på berget Östberget på ön Frösön i Östersunds kommun med fyra nedfarter och tre liftar (en ankarlift och två knappliftar). Anläggningen är hemmabacke för Östersund-Frösö Slalomklubb.

## Historia
Gustavsbergsbacken är en av de först anlagda skidbackarna i Sverige. Redan 1935 hade utförspionjären och Östersundsbon Olle Rimfors anlagt en skidbacke på Östbergets södra sluttning med en längd av 700 meter och en fallhöjd på 150 meter. Inför Sveriges första SM i slalom behövdes dock en svårare skidbacke, och därför började Rimfors redan året efter att utforska terrängen på bergets östra sida. Den nya brantare Gustavsbergsbacken (från början stavat Gustafsbergsbacken), 480 meter lång, anlade Rimfors med hjälp av frivilliga från Jämtlands fältjägarregemente I 5 och slalomentusiaster.
Gustavsbergsbacken invigdes officiellt lagom till Östersundsspelen den 20 februari 1937 och den 4 april samma år arrangerades således det första svenska mästerskapet i alpin skidåkning. Flera alpina skidåkare har börjat sin karriär i backen, däribland de båda olympiska bronsmedaljörerna Stig ”Solla” Sollander och Anna Ottosson.
Skidområdet runt Gustavsbergsbacken utökades 2011 med två nya nedfarter och en knapplift ansluten till den gamla backen. I januari 2012 invigdes detta vid namn Ladängen.